# Aichach
Aichach [ˈa͜içax] ⓘ ist die Kreisstadt des Landkreises Aichach-Friedberg im bayerischen Regierungsbezirk Schwaben.

## Geografie

### Geographische Lage
Die Stadt liegt im Städtedreieck München – Augsburg – Ingolstadt am Flüsschen Paar.

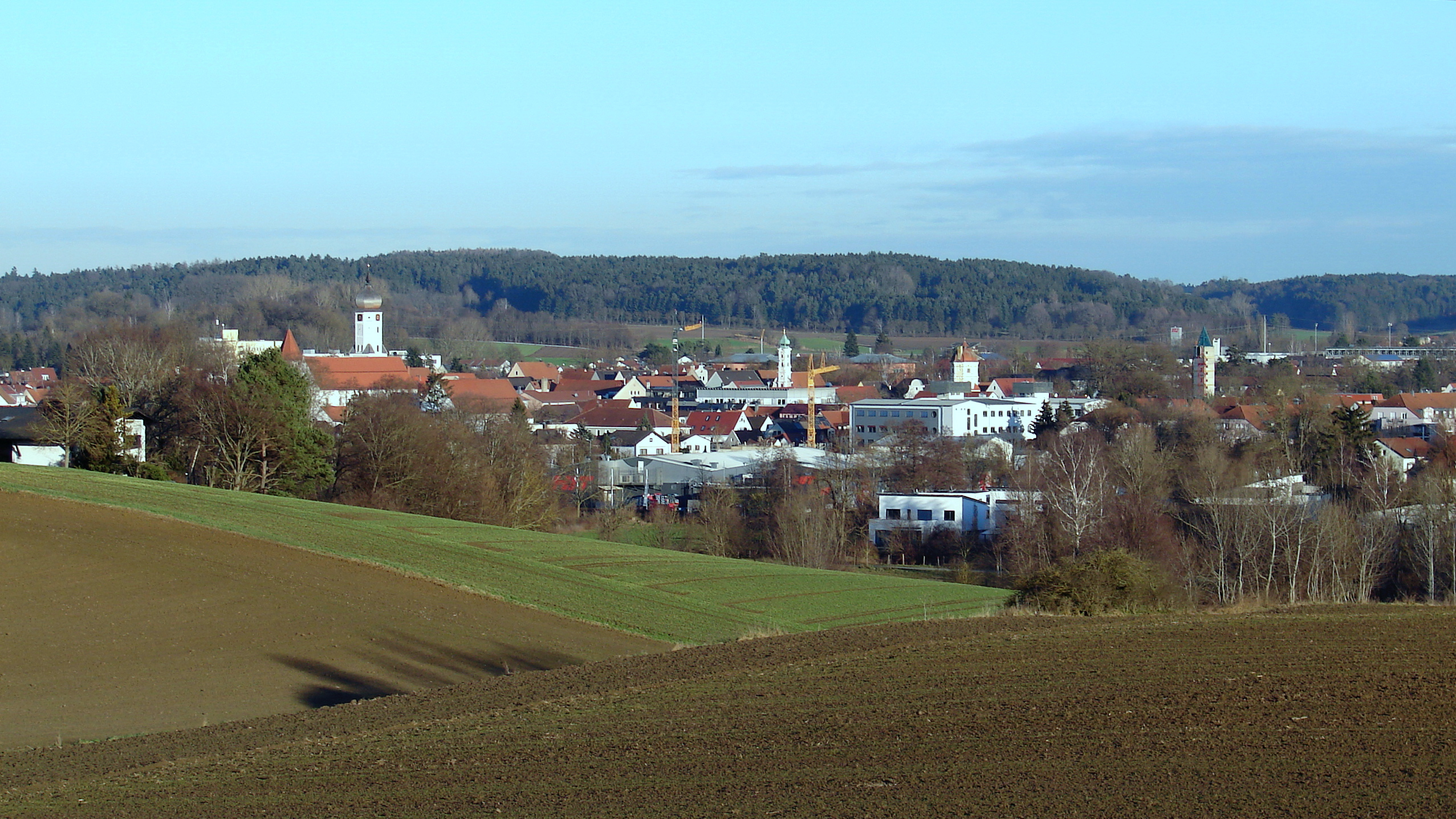
Stadtansicht von Westen

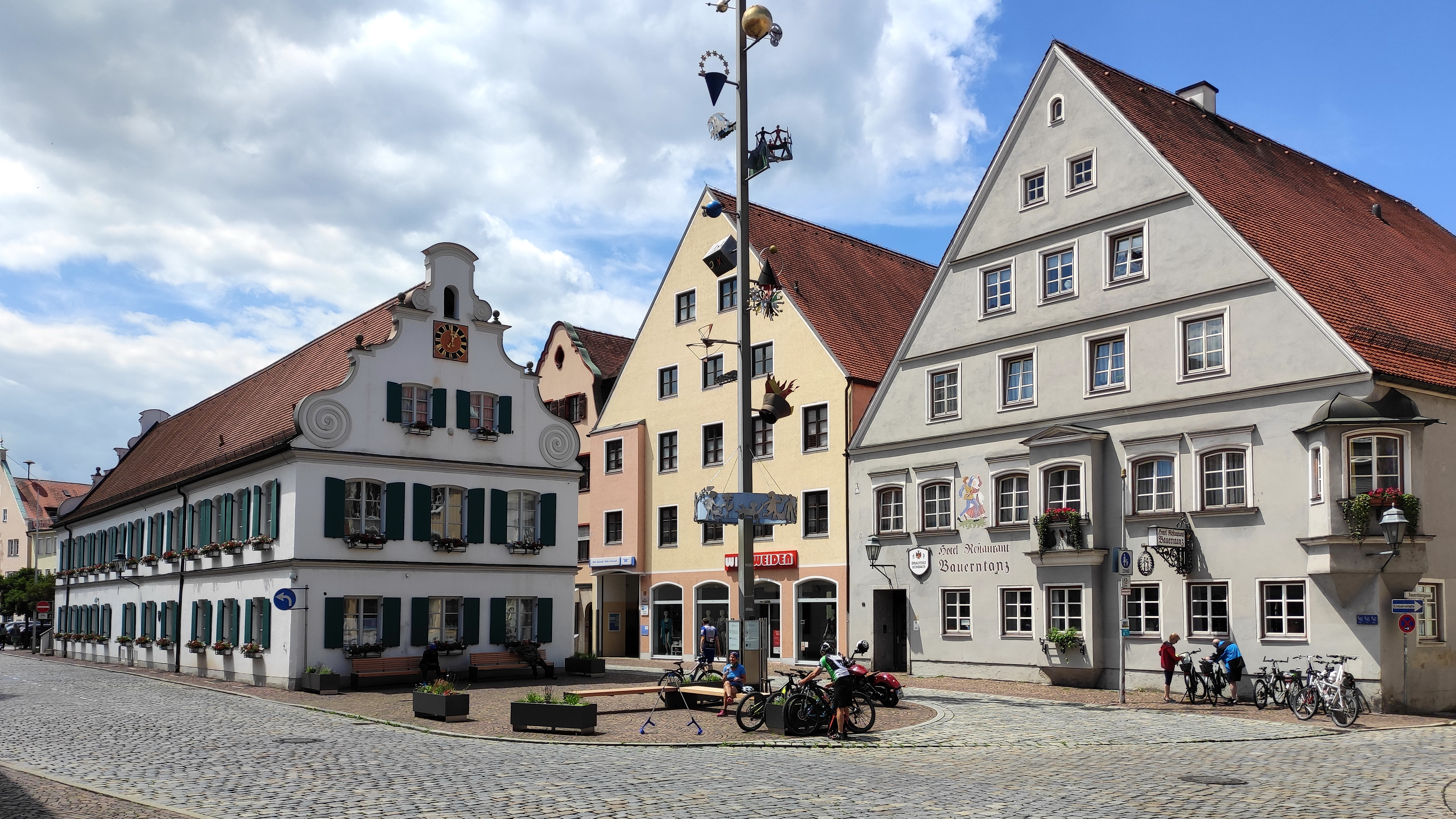
Stadtplatz in Aichach

### Stadtgliederung

#### Gemeindeteile
Es gibt 39 Gemeindeteile (in Klammern sind der Siedlungstyp und die Einwohnerzahlen (Hauptwohnsitz am 31. Dezember 2017) angegeben):
- Aich (Kapelle)
- Aichach (Hauptort)
- Algertshausen (Kirchdorf)
- Andersbach (Einöde)
- Blumenthal (Weiler)
- Ecknach (Pfarrdorf)
- Edenried (Kirchdorf)
- Eitershofen (Einöde)
- Froschham (Einöde)
- Gallenbach (Pfarrdorf)
- Gansbach (Einöde)
- Griesbeckerzell (Pfarrdorf)
- Hiesling (Dorf)
- Hofgarten (Dorf)
- Ippertshausen (Weiler)
- Klingen (Pfarrdorf)
- Knottenried (Einöde)
- Matzenberg (Einöde)
- Neuhausen (Weiler)
- Neulhof (oberer) (Weiler)
- Neulhof (unterer) (Einöde)
- Neumühle (Weiler)
- Nisselsbach (Einöde)
- Oberbernbach (Pfarrdorf)
- Obermauerbach (Pfarrdorf)
- Oberschneitbach (Kirchdorf)
- Oberwittelsbach (Pfarrdorf)
- Röckerszell (Einöde)
- Sulzbach (Pfarrdorf)
- Tränkmühle (Einöde)
- Untergriesbach (Dorf)
- Untermauerbach (Kirchdorf)
- Untermühle (Einöde)[4]
- Unterschneitbach (Kirchdorf)
- Unterwittelsbach (Dorf)
- Walchshofen (Kirchdorf)
- Wilpersberg (Einöde)
- Windten (Einöde)
- Wöresbach (Einöde)

Der Gemeindeteile „Aichach (Bahnhof)“ und „Untermühle“ wurden auf Antrag der Stadt Aichach durch Bescheid des Landratsamtes Aichach-Friedberg vom 14. April 2022 aufgehoben. Die Untermühle wird aber im BayernPortal noch als Gemeindeteil geführt.

#### Gemarkungen
| Gemarkung        | Fläche in Hektar | Gemeindeteile                                                                                  | Einwohner am 31. Dezember 2021 | eingemeindet |
| ---------------- | ---------------- | ---------------------------------------------------------------------------------------------- | ------------------------------ | ------------ |
| Aichach          | 0.661,5309       | Aichach                                                                                        | 10.626                         |              |
| Algertshausen    | 0.240,7949       | Algertshausen, Aichach (Bahnhof), Untermühle                                                   | 01.028                         | 1974         |
| Ecknach          | 0.940,6773       | Ecknach, Eitershofen, Nisselbach, Tränkmühle                                                   | 01.097                         | 1978         |
| Edenried         | 0.239,7220       | Edenried                                                                                       | 00.246                         | 1978         |
| Gallenbach       | 0.877,0489       | Gallenbach, Ippertshausen, Neulhof (oberer), Neulhof (unterer), Neumühle, Röckerszell, Windten | 00.518                         | 1978         |
| Griesbeckerzell  | 0.698,0793       | Griesbeckerzell, Hiesling, Hofgarten, Knottenried, Neuhausen                                   | 01.169                         | 1978         |
| Klingen          | 1.290,8427       | Andersbach, Blumenthal, Gansbach, Klingen, Matzenberg, Wilpersberg                             | 01.137                         | 1977         |
| Oberbernbach     | 0.764,0355       | Aich, Froscham, Oberbernbach                                                                   | 01.964                         | 1978         |
| Obermauerbach    | 0.838,0528       | Obermauerbach, Untermauerbach                                                                  | 00.597                         | 1977         |
| Oberschneitbach  | 0.513,7861       | Oberschneitbach                                                                                | 00.386                         | 1972         |
| Oberwittelsbach  | 0.413,1107       | Oberwittelsbach, Wöresbach                                                                     | 00.394                         | 1978         |
| Sulzbach         | 0.296,1091       | Sulzbach                                                                                       | 00.509                         | 1972         |
| Untergriesbach   | 0.243,2918       | Untergriesbach                                                                                 | 00.531                         | 1970         |
| Unterschneitbach | 0.370,8105       | Unterschneitbach                                                                               | 00.484                         | 1970         |
| Unterwittelsbach | 0.449,9305       | Unterwittelsbach                                                                               | 00.788                         | 1972         |
| Walchshofen      | 0.459,9188       | Walchshofen                                                                                    | 00.320                         | 1972         |
| Gesamt           | 9.297,7418       |                                                                                                | 21.794                         |              |

### Klima
|                        | Jan  | Feb  | Mär  | Apr  | Mai  | Jun  | Jul   | Aug  | Sep  | Okt  | Nov  | Dez  |   |       |
| Mittl. Temperatur (°C) | −0,2 | 0,8  | 4,7  | 8,5  | 13,3 | 16,4 | 18,1  | 18,1 | 13,6 | 9,3  | 4,0  | 0,5  | ⌀ | 9     |
| Mittl. Tagesmax. (°C)  | 2,5  | 4,5  | 9,1  | 13,9 | 18,8 | 21,8 | 23,8  | 23,9 | 18,7 | 13,3 | 6,7  | 2,9  | ⌀ | 13,4  |
| Mittl. Tagesmin. (°C)  | −2,8 | −2,8 | 0,3  | 3,2  | 7,7  | 11,0 | 12,5  | 12,3 | 8,5  | 5,3  | 1,3  | −1,8 | ⌀ | 4,6   |
|                        |      |      |      |      |      |      |       |      |      |      |      |      |   |       |
| Niederschlag (mm)      | 40,5 | 35,5 | 50,4 | 48,6 | 79,8 | 92,9 | 121,0 | 88,4 | 66,5 | 53,7 | 54,4 | 55,7 | Σ | 787,4 |
|                        |      |      |      |      |      |      |       |      |      |      |      |      |   |       |
| Sonnenstunden (h/d)    | 2,0  | 3,0  | 4,3  | 5,9  | 7,1  | 7,5  | 7,7   | 7,3  | 5,3  | 3,4  | 1,9  | 1,7  | ⌀ | 4,8   |
|                        |      |      |      |      |      |      |       |      |      |      |      |      |   |       |
| Regentage (d)          | 13,9 | 14,2 | 14,7 | 13,0 | 14,4 | 15,8 | 15,3  | 13,8 | 13,1 | 13,6 | 14,7 | 16,6 | Σ | 173,1 |

| −2,8 |

| −2,8 |

| 0,3 |

| 3,2 |

| 7,7 |

| 11,0 |

| 12,5 |

| 12,3 |

| 8,5 |

| 5,3 |

| 1,3 |

| −1,8 |

| −2,8 |

| −2,8 |

| 0,3 |

| 3,2 |

| 7,7 |

| 11,0 |

| 12,5 |

| 12,3 |

| 8,5 |

| 5,3 |

| 1,3 |

| −1,8 |

## Geschichte
Aichach kann auf eine bald tausendjährige Geschichte zurückblicken. In der zweiten Hälfte des 11. Jahrhunderts (vor 1078) wurde die Kirche von Aichach erstmals in einer chronikalen Notiz des Klosters St. Ulrich und Afra in Augsburg genannt. Die Ansiedlung ist sicher älter.
1250 wurde erstmals ein Komtur als Leiter eines Hauses des Deutschen Ordens in Aichach genannt. Aichach war bis 1384 der Sitz einer Deutschordenskommende, die später nach Blumenthal umzog und bis 1806 bestand.
1347 verlieh Kaiser Ludwig der Bayer „unser Statt Aychach […] allw die Recht […] die unser Statt due die Burger ze Munichen […] habent“.

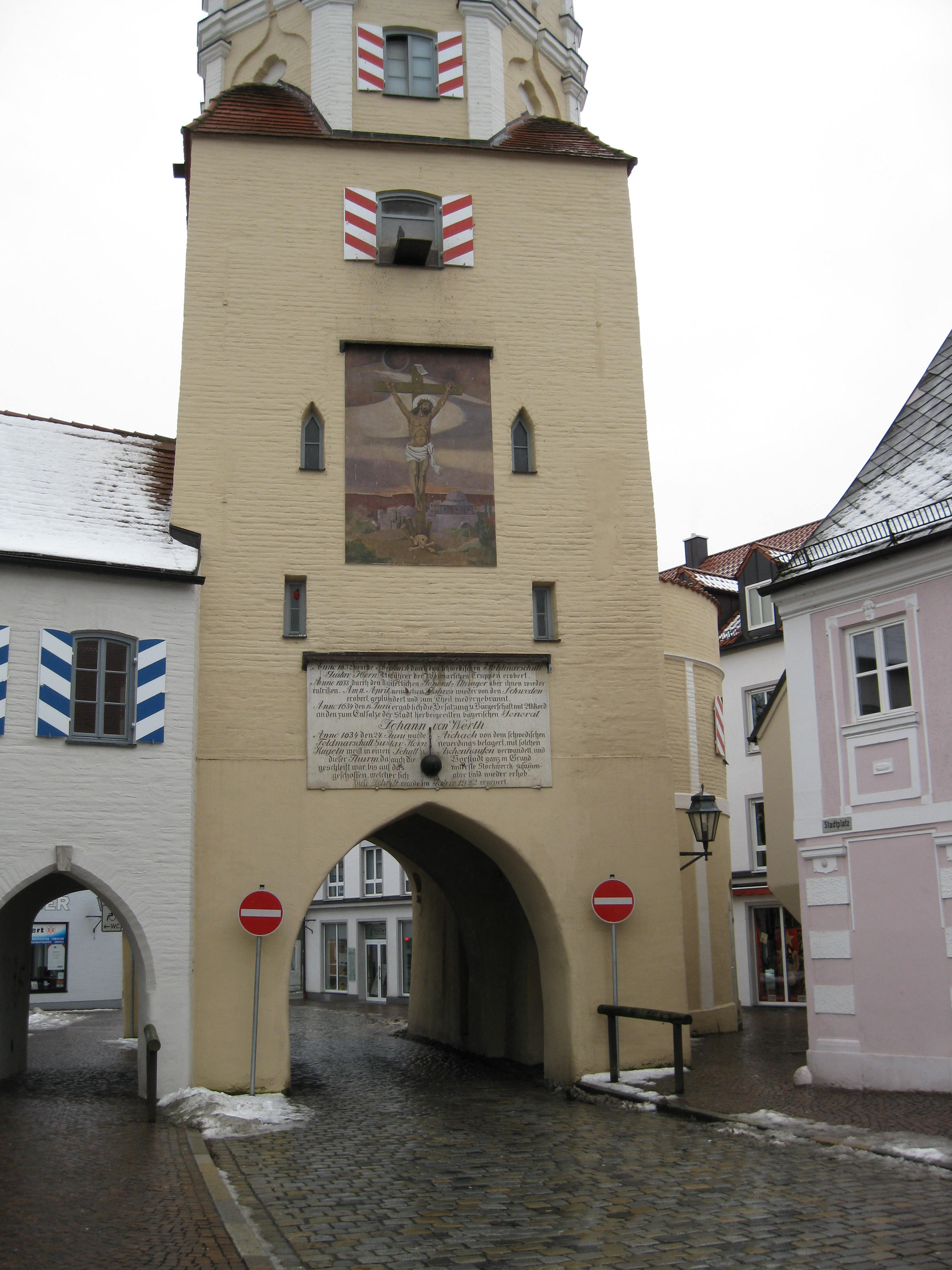
Oberes Tor mit umfangreicher Inschrift zur Stadtgeschichte

Im Jahre 1634 brannte Aichach nach einer Belagerung nahezu völlig ab. Im Laufe des Dreißigjährigen Krieges zogen die Truppen der Kriegsparteien immer wieder durch die schwer mitgenommene Stadt an der Straße von Augsburg nach Regensburg. Der Schwedengeneral Gustaf Horn rang mit den kaiserlichen Generälen Aldringen und Jan van Werth. 1704 kamen im Spanischen Erbfolgekrieg englische, holländische und spanische Truppen nach Aichach. Das herzogliche Schloss wurde zerstört.
Im Jahre 1796 zogen französische und österreichische Truppen durch die Stadt und nahmen zum Leidwesen der Bürger in und bei Aichach Quartier. Die Stadt hatte unter den wiederkehrenden Durchzügen der Armeen sehr zu leiden. Zwischen 1796 und 1809 mussten die Bürger von Aichach insgesamt 18.699 Offiziere und 194.086 Soldaten einquartieren. Im Gasthof des Bräuers Lorenz Alois Gerhauser am Stadtplatz wohnten u. a. der französische General Saint Cyr und 1799 der Kosakenführer Rimski-Korsakow.
Die Stadt war vor 1800 Pflegamt und gehörte zum Rentamt München des Kurfürstentums Bayern. Aichach besaß ein Stadtgericht mit weitgehenden magistralen Eigenrechten. 
Das Landgericht Aichach war ein von 1803 bis 1879 bestehendes bayerisches Landgericht älterer Ordnung. Diese Landgerichte waren im Königreich Bayern Gerichts- und Verwaltungsbehörden, die 1862 in administrativer Hinsicht von den Bezirksämtern und 1879 in juristischer Hinsicht von den Amtsgerichten abgelöst wurden. Seit 1862 bestand das Bezirksamt Aichach, Vorläufer des Landkreises Aichach. Er bildete im Zuge der Kreisreform 1972 mit dem Landkreis Friedberg sowie einzelnen Gemeinden weiterer Landkreise den provisorischen „Landkreis Augsburg-Ost“. Dieser neue Landkreis gehörte zum Regierungsbezirk Schwaben. Der Landkreis erhielt am 1. Mai 1973 seinen endgültigen Namen Landkreis Aichach-Friedberg.

### Eingemeindungen
Im Rahmen der Gebietsreform in Bayern wurden am 1. Januar 1970 die Gemeinden Untergriesbach und Unterschneitbach nach Aichach eingemeindet. Am 1. Januar 1972 folgte die Eingemeindung der von Oberschneitbach, Sulzbach und Unterwittelsbach, und am 1. April 1972 wurde Walchshofen nach Aichach eingemeindet.
Am 1. Januar 1974 schloss sich die Eingemeindung von Algertshausen an, am 1. Januar 1977 folgten dann noch Klingen und Obermauerbach. In der bislang letzten Eingemeindungsphase wurden die Gemeinden Ecknach, Gallenbach, Griesbeckerzell (mit dem bereits am 1. Januar 1972 eingegliederten Edenried), Oberbernbach und Oberwittelsbach am 1. Januar 1978 zu Gemeindeteilen von Aichach.

### Einwohnerentwicklung
| Jahr | Einwohner |
| ---- | --------- |
| 1840 | 05.458    |
| 1900 | 06.554    |
| 1925 | 07.923    |
| 1939 | 08.600    |
| 1950 | 12.132    |
| 1961 | 12.673    |
| 1970 | 13.440    |
| 1987 | 16.202    |
| 1991 | 17.919    |

| Jahr | Einwohner  |
| ---- | ---------- |
| 1995 | 19.156     |
| 2002 | 20.592     |
| 2005 | 20.853     |
| 2010 | 20.866     |
| 2015 | 21.050     |
| 2016 | 21.130     |
| 2017 | 21.169     |
| 2018 | 21.434     |
| 2019 | [00]21.470 |

Einwohnerentwicklung von Aichach von 1840 bis 2017

Zwischen 1988 und 2019 wuchs die Stadt von 16.352 auf 21.470 um 5.118 Einwohner bzw. um 31,3 %.

## Politik

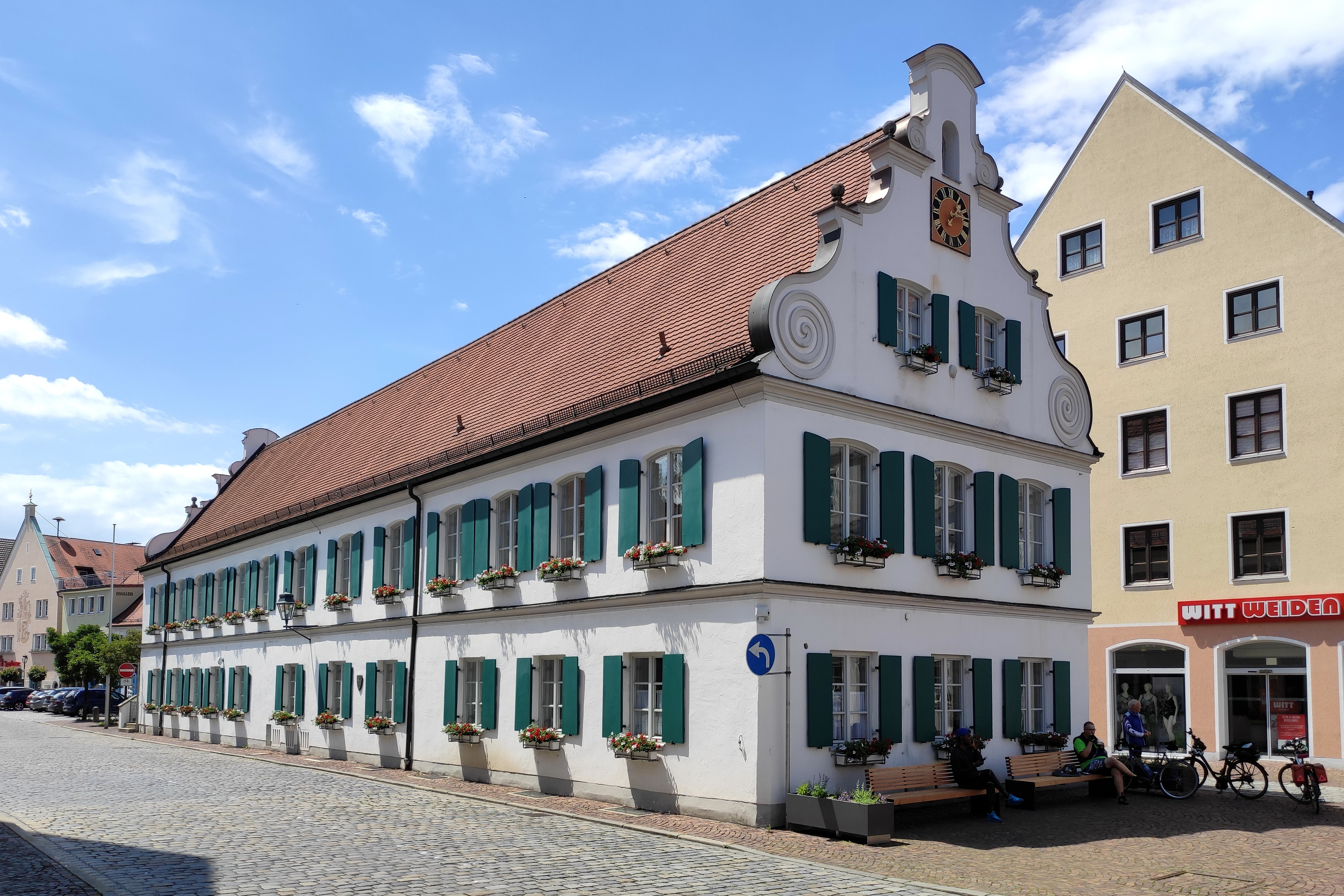
Aichacher Rathaus

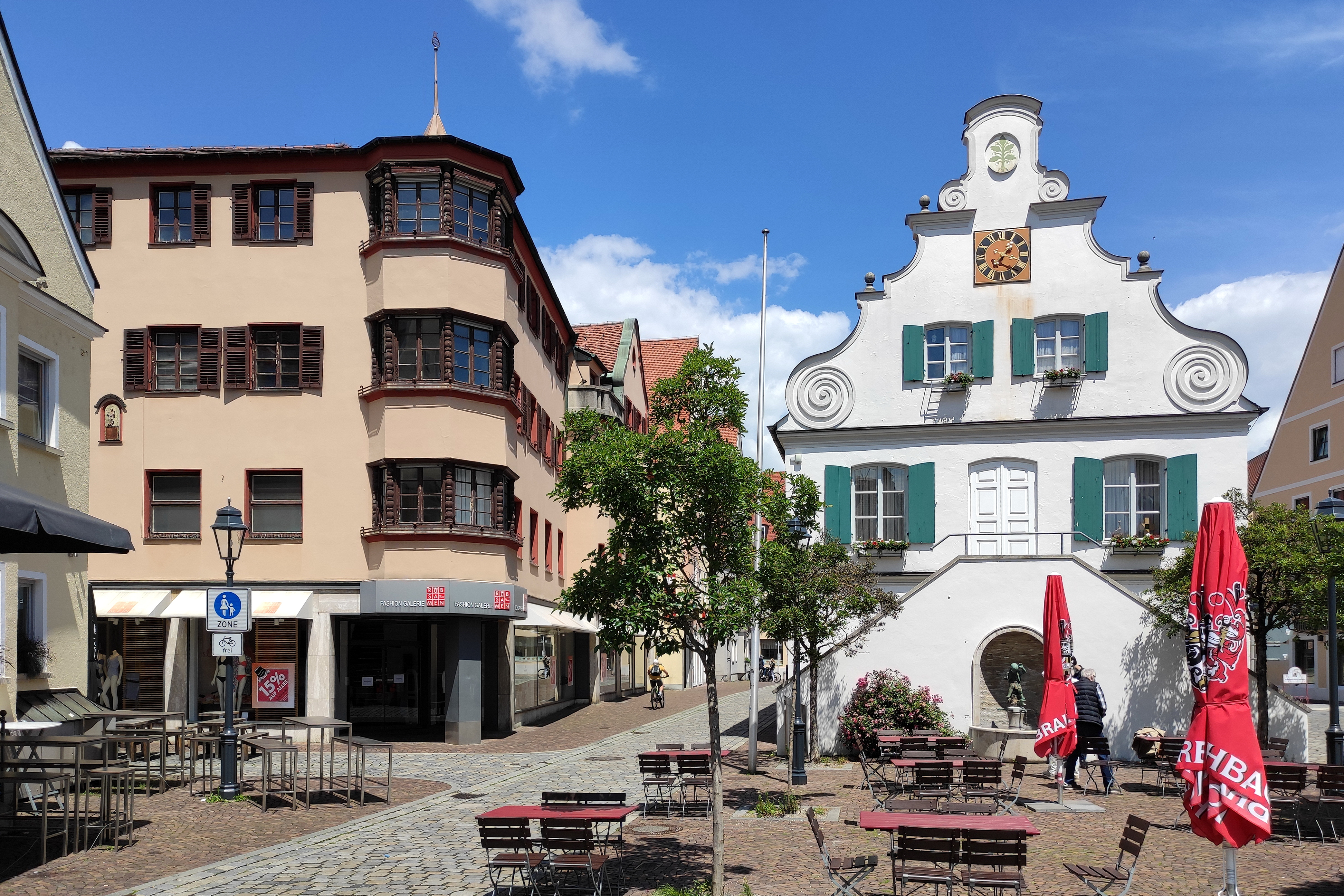
Aichacher Rathaus Südseite

### Stadtrat und Bürgermeister
Der Stadtrat setzt sich aus dem 1. Bürgermeister und 30 Stadträten zusammen. Die drei vergangenen Kommunalwahlen führten zu folgenden Ergebnissen:
| Parteien und Wählergemeinschaften             | % 2020  | Sitze 2020 |        | % 2014 | Sitze 2014 | % 2008 | Sitze 2008 |
| Christlich-Soziale Union in Bayern (CSU)      | 35,4    | 11         | 36,9   | 11     | 39,1       | 12     |            |
| Sozialdemokratische Partei Deutschlands (SPD) | 19,7    | 06         | 28,9   | 09     | 29,1       | 09     |            |
| Bündnis 90/Die Grünen (Grüne)                 | 14,8    | 04         | 06,9   | 02     | 03,5       | 01     |            |
| Freie Demokratische Partei (FDP)              | 02,2    | 01         | 02,3   | 01     | 04,7       | 01     |            |
| Freie Wählergemeinschaft (FWG)                | 18,1    | 05         | 16,8   | 05     | 18,4       | 06     |            |
| Bündnis Zukunft Aichach (BZA)                 | 05,7    | 02         | 04,5   | 01     | –          | 0–     |            |
| Christliche Wählergemeinschaft (CWG)          | 04,2    | 01         | 03,6   | 01     | 05,2       | 01     |            |
| Gesamt (nach Korrektur der Rundungsfehler)    | 100     | 30         | 100    | 30     | 100        | 30     |            |
| Wahlbeteiligung                               | 57,86 % | 57,86 %    | 54,1 % | 54,1 % | 57,8 %     | 57,8 % |            |

Bürgermeister ist seit 1. Mai 1996 Klaus Habermann (SPD); am 15. März 2020 wurde er mit 63 Prozent für eine fünfte Amtszeit gewählt.

### Gemeindefinanzen
Im Jahr 2017 betrugen die Gemeindesteuereinnahmen 23,524 Mio. Euro, davon waren 8,155 Mio. Euro Gewerbesteuereinnahmen (netto). 2017 betrug die Verschuldung 8,953 Mio. Euro, das sind 425 Euro je Einwohner.

### Wappen
| | Blasonierung: „In Silber ein bewurzelter grüner Eichenbaum mit fünf Blättern und sechs goldenen Eicheln.“ |
| Wappenbegründung: Das Wappen von Aichach ist mit der Darstellung des Eichenbaums ein redendes Wappen. Der Ortsname bedeutet „Siedlung bei dem Eichenwald“. | |

### Städtepartnerschaften
- Österreich: Brixlegg
- Deutschland: Schifferstadt
- Ungarn: Gödöllő
Aichach-Unterwittelsbach mit dem Wasserschloss ist Ausgangspunkt und Gödöllő mit dem Königlichen Schloss der Endpunkt der sogenannten „Sissi-Straße“, die den Lebensweg der Kaiserin von Österreich und Königin von Ungarn nachzeichnet.

## Kultur und Sehenswürdigkeiten

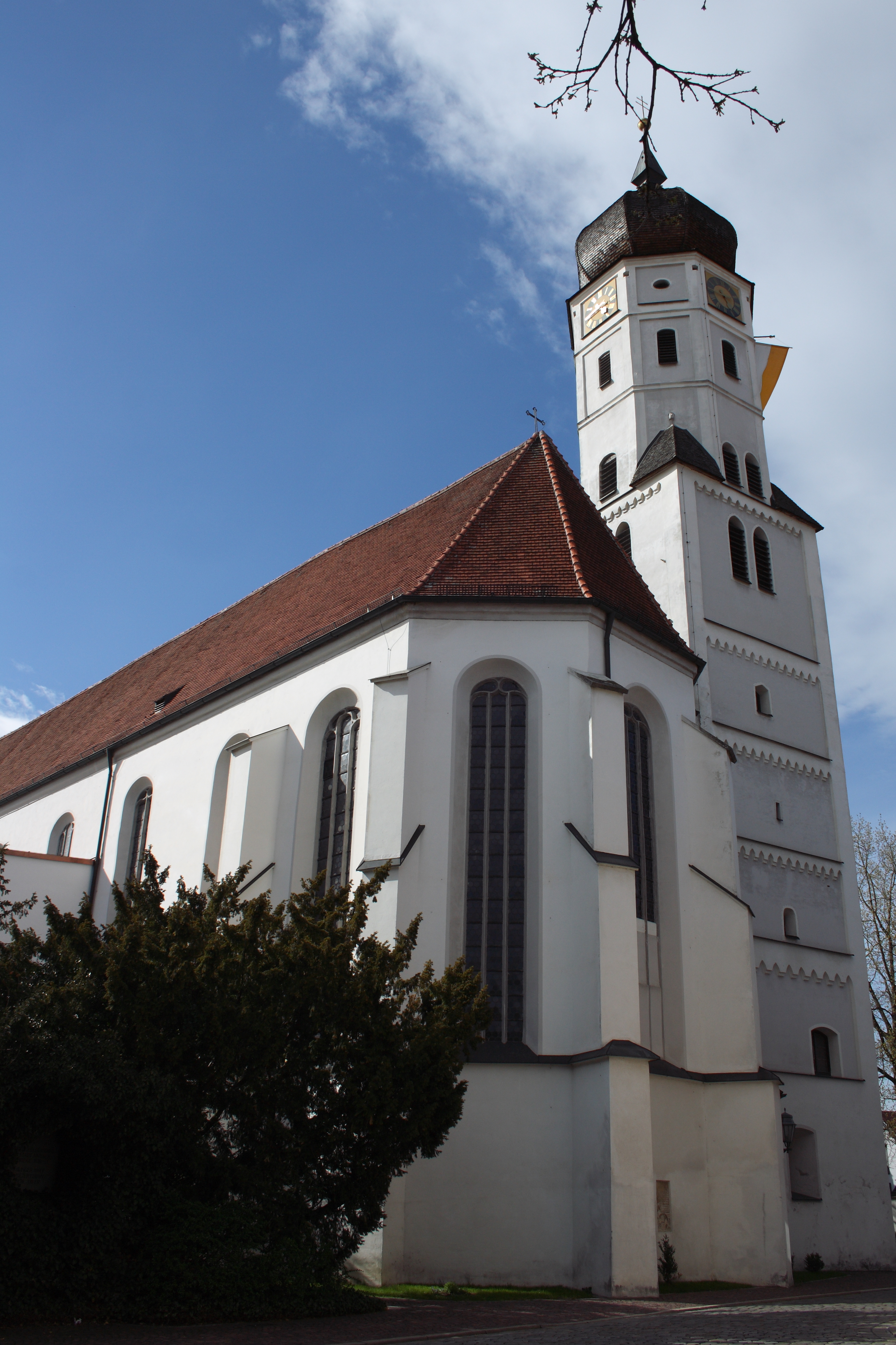
Stadtpfarrkirche Mariä Himmelfahrt

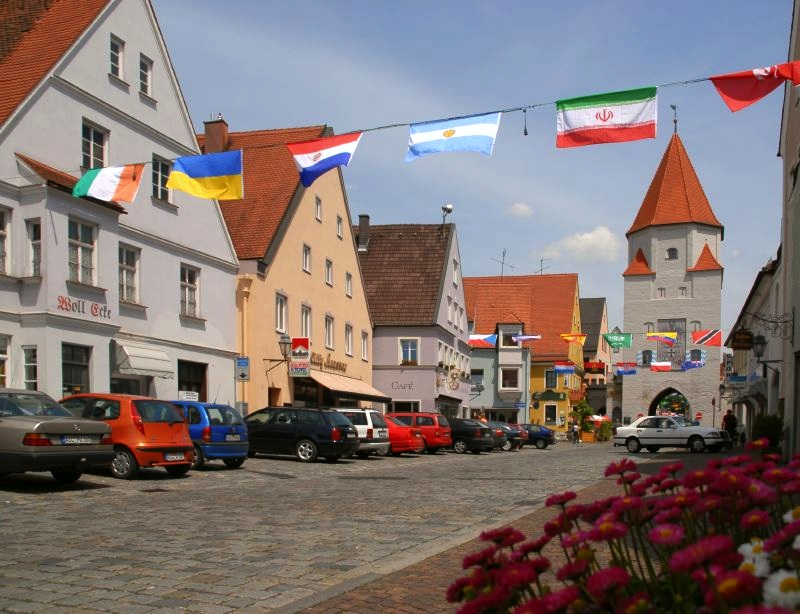
Blick auf das Untere Tor

### Theater und Museen
- Wittelsbachermuseum (im unteren Stadttor)
- Stadtmuseum Aichach
- Wasserschloss Unterwittelsbach

### Bauwerke

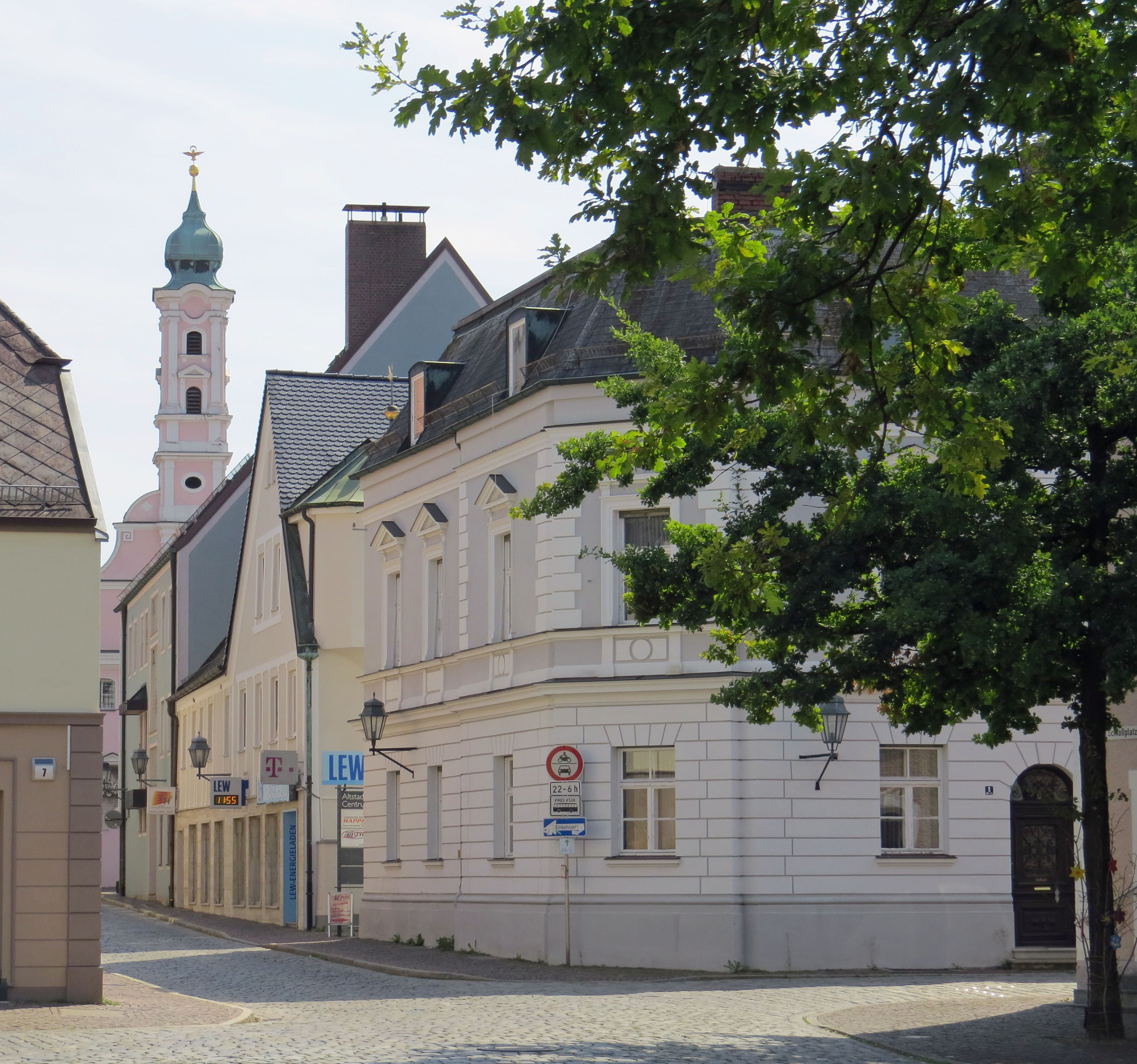
Schneidergasse in Aichach

- spätgotische Pfarrkirche Mariä Himmelfahrt, Ausstattung um 1907 neu gestaltet vom Münchner Architekten Richard Berndl, dem Maler Gustav G. Klemm (1858–1938) und dem Bildhauer Jakob Bradl
- Ruine der Wittelsbacher Stammburg
- Sisi-Schloss
- JVA Aichach, Frauengefängnis in Bayern
- Schloss Blumenthal

### Grünflächen und Naherholung
Der Walderlebnispfad der Stadt Aichach liegt im Aichacher Grubet.
Neu angelegt wurde 2016 der Stadtpark Aichach, welcher direkt am Flutgraben entlang verläuft. Im Stadtpark befindet sich auch der neue Kinderspielplatz „Biberburg“. Der Stadtpark ist ein wichtiges Bindeglied des bald im Zuge des Hochwasserschutzes fertiggestellten Paartalweges durch Aichach. Über diesen kann man vom Segelfluggelände Aichach durch das Stadtgebiet bis zur am anderen Ende des Ortes gelegenen Tränkmühle entlang der Paar wandern und die Natur genießen.

### Regelmäßige Veranstaltungen
- Jedes Jahr wird im Juli das zehntägige Aichacher Volksfest veranstaltet.
- Alle drei Jahre finden die Mittelalterlichen Markttage in der historischen Altstadt statt.
- Jedes Jahr wird am Faschingssamstag ein Faschingstreiben veranstaltet.
- Jedes Jahr am zweiten Augustwochenende wird das Stereostrand Festival (ehem. Stereowald Festival[15]) veranstaltet.[16]

### Sport
- Freibad Aichach
- Hallenbad Aichach (an der Wittelsbacher Realschule)
- Landkreisstadion
- Tennisclub Aichach

### Vereine
- Königlich-Bayerische-Josefspartei
- Ballspiel-Club Aichach (BCA)
- TSV Aichach Sportverein mit 19 Abteilungen
- Faschingsgesellschaft Paartalia Aichach 1973 e. V.
- Aichacher Volkstheater e. V.
- Deutsche Pfadfinderschaft Sankt Georg – Stamm Otto von Wittelsbach[17]
- Musikverein Aichach e. V.[18]

### Musik

#### Orchester
- Crazy Oak Bigband[19]
- Philharmonie Aichach[20]
- Aichacher Stadtkapelle[21]

#### Chöre
- Kammerchor St. Sebastian[22]
- Liederchor Aichach[23]

#### Musikgruppen
- The Sensational Skydrunk Heartbeat Orchestra
- Paincake[24]

## Wirtschaft und Infrastruktur

### Unternehmen
Der größte Arbeitgeber ist die Julius Zorn GmbH mit über 800 Angestellten. Das internationale Bauunternehmen Züblin hat in Aichach eine Tochterfirma für Holzingenieurbau, die Züblin Timber GmbH mit ca. 200 Mitarbeitern. Ähnlich viele Arbeiter beschäftigt die Firma Zenker Backformen, welche 2003 vom Haushaltsartikel-Hersteller Fackelmann übernommen wurde. An der Schnittstelle von B 300 und A 8 haben sich Unternehmen wie DPD, Raben Group und Norma mit Logistikzentren niedergelassen.

### Medien
In Aichach erscheinen als Tageszeitungen:
- Aichacher Zeitung bei der Mayer & Söhne Druck- und Mediengruppe GmbH & Co. KG;
Alle Nichtabonnenten der Aichacher Zeitung erhalten am Mittwoch und Samstag den Aichacher Anzeiger als kostenloses Wochenblatt.
- Aichacher Nachrichten (Regionalausgabe der Augsburger Allgemeine) bei der Presse-Druck- und Verlags-GmbH Augsburg

In der Radiolandschaft Aichachs gibt es zwei Lokalsender, Hitradio RT1 und Radio Fantasy, die eigene terrestrische Frequenzen besitzen, über Kabel können noch weitere angrenzende Regionalhörfunkprogramme und Sender mit nationalem und internationalem Verbreitungsgebiet empfangen werden.
Seit Februar 2011 gibt es einen Internet-Fernsehsender Aichach.tv, der mit regionalen Nachrichten, Berichten, Reportagen und Talksendungen aus Aichach und Region berichtet.

### Öffentliche Einrichtungen
- Amtsgericht Aichach
- Arbeitsamt Aichach
- Forstamt
- Gesundheitsamt

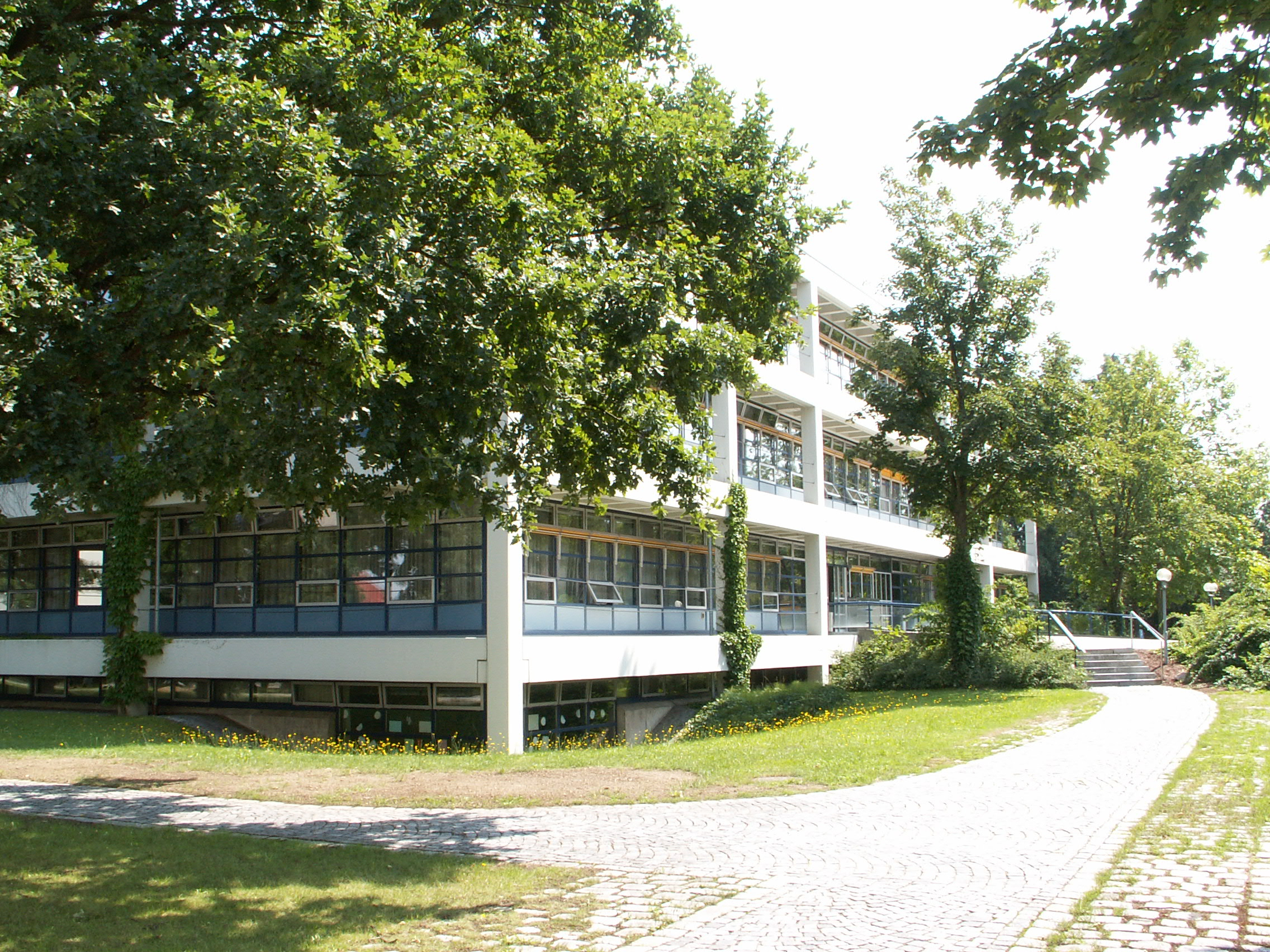
Landratsamt Aichach

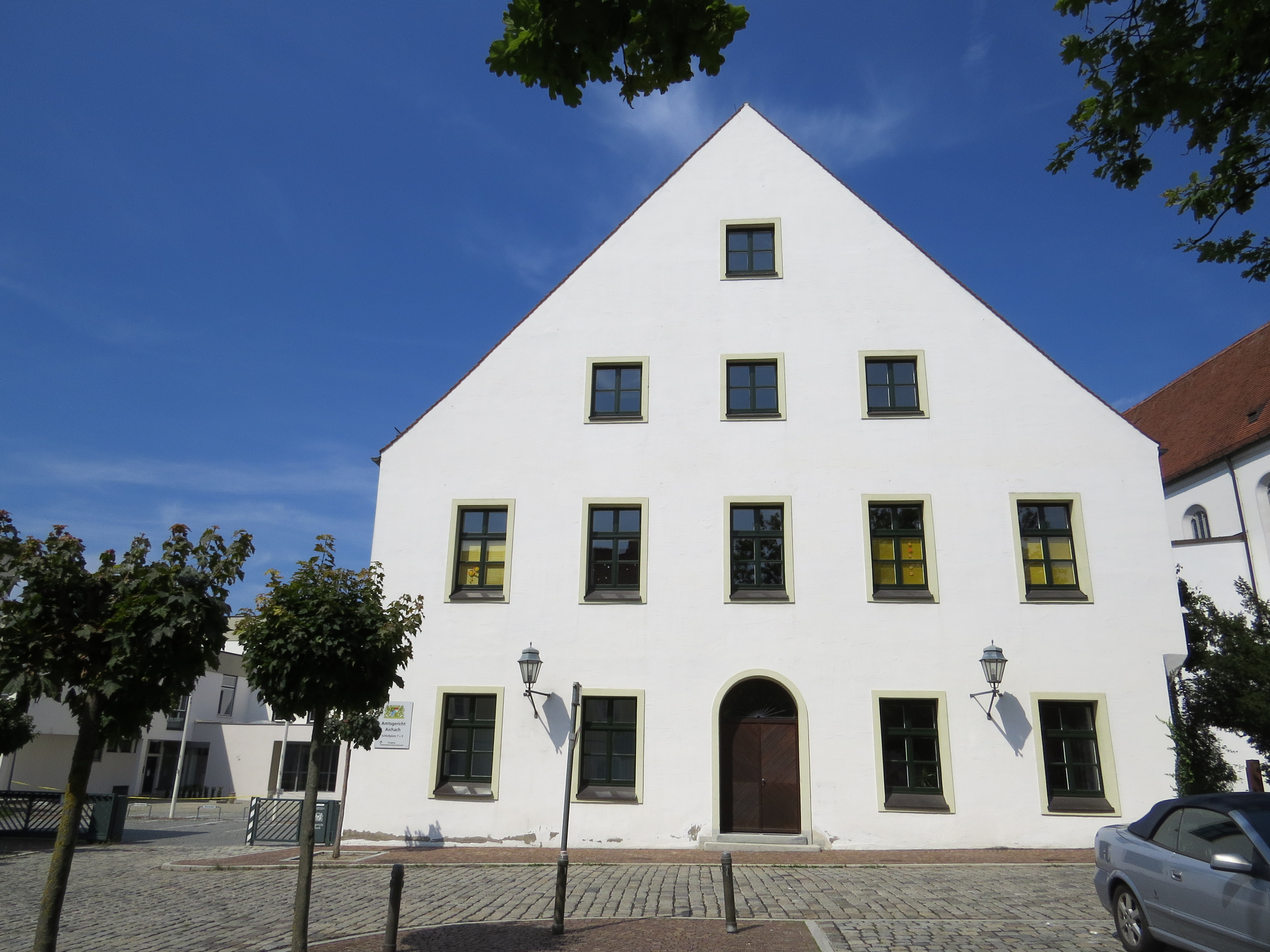
Amtsgericht Aichach

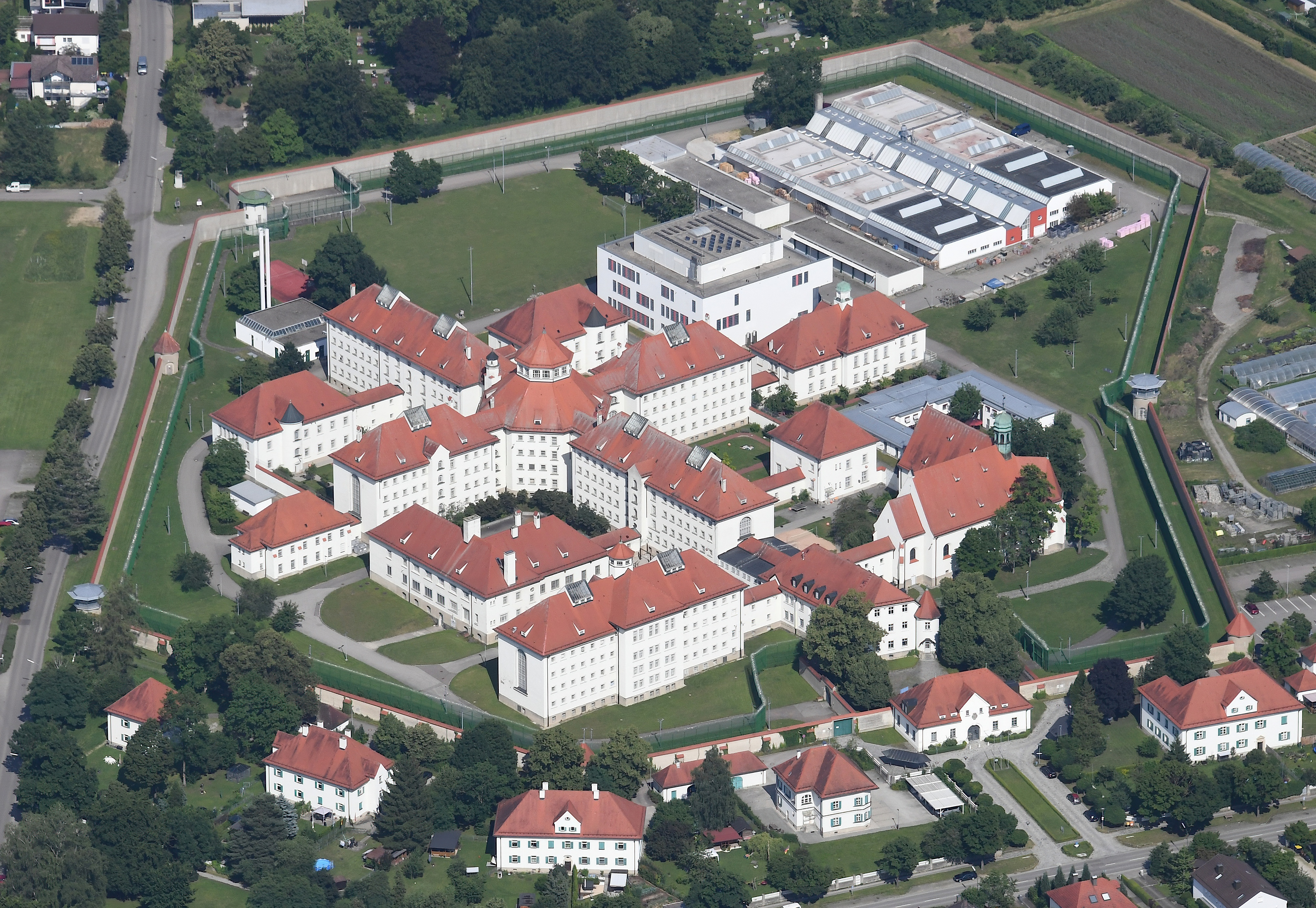
JVA Aichach

- Justizvollzugsanstalt (JVA Aichach)
- Landratsamt Aichach-Friedberg
- Stadtbücherei Aichach
- Vermessungsamt
- Staatliches Veterinäramt
- Wasserwerk

### Bildung
- Ludwig-Steub-Volksschule Aichach (Grundschule)
- Grundschule Aichach-Nord
- Elisabeth-Schule (Förderzentrum, Förderschwerpunkt Geistige Entwicklung)
- Edith-Stein-Schule (Förderzentrum, Förderschwerpunkt Lernen, Sprache und emotionale Entwicklung)
- Geschwister-Scholl-Mittelschule Aichach
- Wittelsbacher-Realschule Aichach
- Deutschherren-Gymnasium Aichach
- Berufsfachschule für Krankenpflege
- Staatliche Berufsschule Aichach-Friedberg
- Volkshochschule Aichach-Friedberg e. V.

### Verkehr

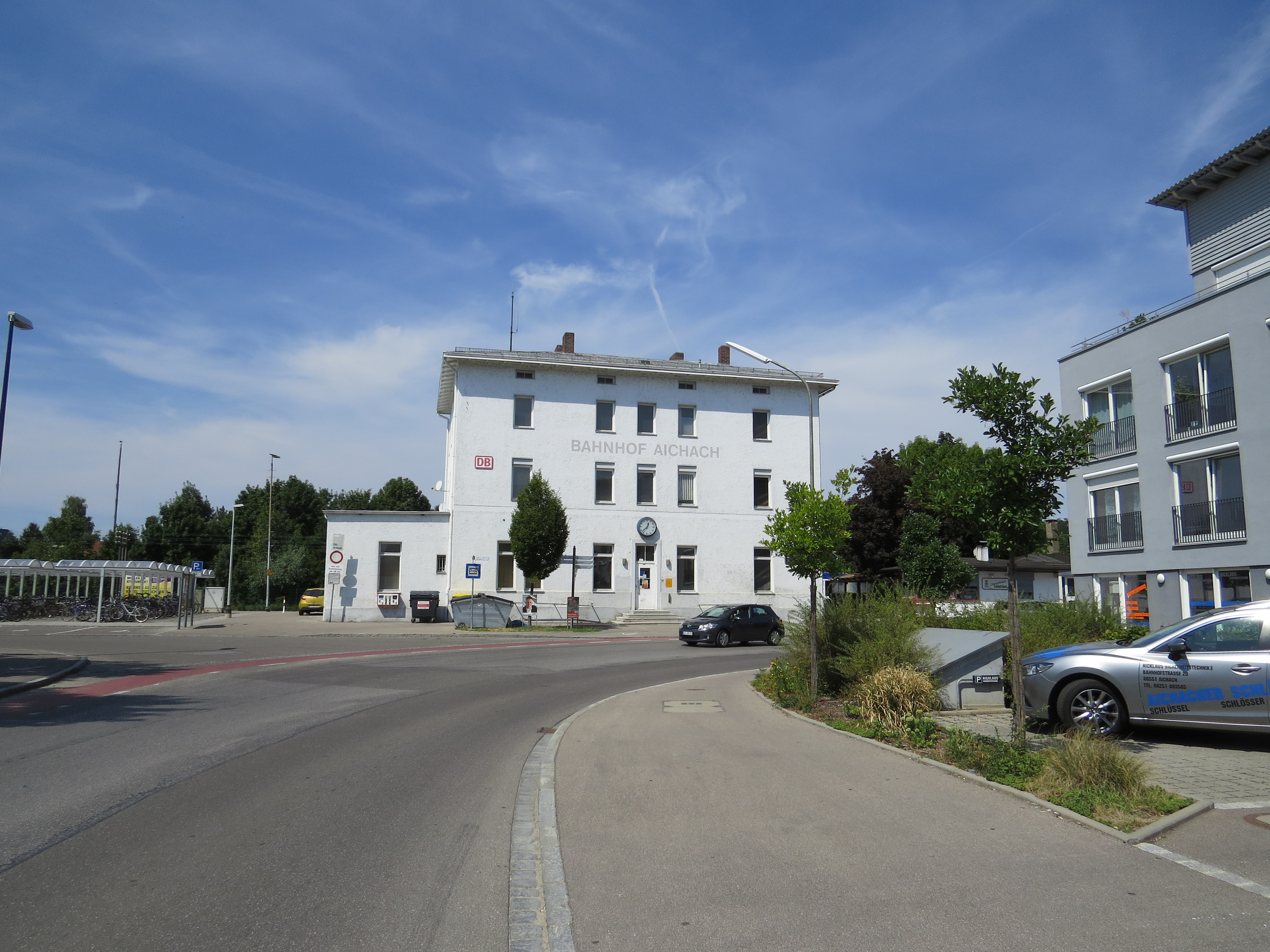
Bahnhof Aichach

- Aichach hat einen Bahnhof an der Paartalbahn mit Anschluss nach Augsburg und Ingolstadt
- Die Bundesstraße 300 verbindet Aichach mit Augsburg und der Bundesautobahn 8 München – Stuttgart (Ausfahrt Dasing) sowie über Schrobenhausen mit Ingolstadt und der Bundesautobahn 9
- Aichach besitzt das Segelfluggelände Aichach, welches vom LSV Aichach betrieben wird.

## Persönlichkeiten

### Söhne und Töchter der Stadt
- Johannes Engel (vor 1463–1512), Mediziner, Astronom und Astrologe
- Matthias Greitter (1495–1550), Kantor und Komponist
- Johann Sigmund Zeller von und zu Leibersdorf (1653–1729), römisch-katholischer Weihbischof
- Theodor Krump (1672–1724), Missionar, Afrikareisender und Autor
- Ignaz Lumberger (1710–1800), Bürgermeister von Dachau
- Johann Baptist Strobl (1746–1805), Publizist und Verleger
- Maurus Aloys Harter (1777–1852), Bibliothekar und Benediktiner
- Ignatz Kapfhammer (1803–1879), Bürgermeister von Aichach, Abgeordneter des Bayerischen Landtags
- Ludwig Steub (1812–1888), Schriftsteller
- Franz Beck (1846–1918), Reichstagsabgeordneter und Bürgermeister der Stadt
- Ernst Mayer (1862–1932), Rechtshistoriker
- Ferdinand Müller (1859–1944), Landtagsabgeordneter, Vater von Vincenz Müller
- Otto von Andrian-Werburg (1876–1936), Verwaltungsjurist und Bezirksoberamtmann
- Robert Haselberger (1884–1959), Fleischwarenfabrikant, Bürgermeister von Aichach
- Vincenz Müller (1894–1961), Generalleutnant der Wehrmacht und der NVA
- Martin Achter (1905–1995), Priester und Prälat
- Rudolf Wagner (1937–2012), Lehrer, Heimatforscher und Archivar
- Maximilian Lehmer (* 1946), Politiker (CSU), Mitglied des Deutschen Bundestages
- Erhard Smutny alias „Hardy“ (* 1949), Zauberkünstler und Autor
- Christian Knauer (* 1952), Politiker (CSU), Landrat des Landkreises Aichach-Friedberg
- Chrislo Haas (1956–2004), Musiker
- Erhard Bühler (* 1956), Generalleutnant der Bundeswehr
- Clemens Schwaiger (* 1962), Philosophieprofessor
- Harry Blank (* 1968), Schauspieler
- Peter Riedlberger (* 1973), Altertumswissenschaftler
- Georg Arzberger (* 1981), Klarinettist und Professor
- Roman Ehrlich (* 1983), Schriftsteller
- Christoph Burkhard (* 1984), deutscher Fußballspieler
- Michaela Pfundmair (* 1984), Psychologin und Hochschullehrerin
- Ferdinand Schmidt-Modrow (1985–2020), Schauspieler
- Monika Aidelsburger (* 1987), Physikerin und Hochschullehrerin
- Simon Popp (* 1990), Musiker
- Raphael Müller (* 1999), hochbegabter Autist und stummer Jung-Autor

- Matteo Schablas (* 2005), österreichischer Fußballspieler

### Sonst mit Aichach verbunden
- Ferdinand von Miller (1813–1887), schuf als Erzgießer die Bavaria-Statue und war Vater von
  - Ferdinand Freiherr von Miller (1842–1929), Erzgießer und Direktor der Akademie der Bildenden Künste München.
  - Oskar von Miller (1855–1934), Begründer des Deutschen Museums.
- Carl Friedrich von Marcus (1802–1862), Arzt, Psychiater und Hochschullehrer, war zwischen 1827 und 1832 Gerichtsmediziner in Aichach
- Hans-Werner Gessmann (1950–2023), Professor für Klinische Psychologie und Psychotherapie, Begründer des Humanistischen Psychodramas
- Einige der bekanntesten Namen von Bewohnern der Stadt finden sich unter den Inhaftierten der Justizvollzugsanstalt Aichach; darunter
  - Ilse Koch (1906–1967)
  - Vera Brühne (1910–2001)
  - Ingrid van Bergen (* 1931)
  - Brigitte Mohnhaupt (* 1949)